# Yamada-Kupplung
Die Yamada-Kupplung (auch Yamada-Reaktion) ist eine Namensreaktion in der Organischen Chemie, welche nach Shun-ichi Yamada benannt und 1973 erstmals vorgestellt wurde. Es handelt sich um eine Kondensationsreaktion, bei der eine Carbonsäure und ein Amin unter Bildung eines Amids oder Peptids miteinander reagieren. Als Kupplungsreagenz wird Diethylcyanophosphonat verwendet.

## Übersichtsreaktion
Eine Carbonsäure und ein Amin reagieren nach Aktivierung durch Diethylcyanophosphonat (DEPC) in Gegenwart von einem tertiären Amin, hier Triethylamin, zu einem Amid oder Peptid. Als Lösungsmittel dient meistens Dimethylformamid (DMF) oder Dichlormethan (CH2Cl2).

## Reaktionsmechanismus
Es wird angenommen, dass durch den Angriff von Triethylamin 1 an die Carbonsäure 2 ein Carboxylat-Anion gebildet wird. Dieses greift das Phosphor-Atom des Diethylcyanophosphonats 3 an. Unter Abspaltung des Cyanid-Anions bildet sich ein aktivierter Carbonsäurephosphatester 4. Durch nukleophile Addition des Amins 5 an der Verbindung 4 bildet sich die Verbindung 6, aus der schlussendlich das Amid 7 erhalten wird.

## Beispielreaktion
Die Yamada-Kupplung ermöglicht unter anderem die Synthese einer Vielzahl unterschiedlicher Amide. Das untenstehende Amid 3 konnte beispielsweise aus 2-(2-Hydroxyethoxy)essigsäure 1 und dem Amin 2 mit dem Kupplungsreagenz DECP in Gegenwart von Triethylamin in DMF mit einer Ausbeute von 90 % gewonnen werden.

## Anwendung
Die Yamada-Kupplung ist vor allem für die Peptidsynthese von Nutzen. Ein Vorteil der Yamada-Kupplung ist dabei, dass keine Racemisierung einzelner Aminosäure-Bausteine stattfindet. Dadurch kann die Reaktion mit dem DECP-Kupplungsreagenz für die Herstellung von Arzneimitteln wie Antibiotika genutzt werden.